# 수동초등학교 (경남)
수동초등학교는 대한민국 경상남도 함양군 수동면 화산리에 있는 공립 초등학교이다.

## 학교 연혁
- 1920년 4월 10일 수동공립보통학교 개교
- 1938년 4월 1일 수동공립심상소학교 교명 변경[1]
- 1941년 4월 1일 수동공립국민학교 교명 변경[2]
- 1945년 9월 24일 수동국민학교 개명
- 1994년 3월 1일 도북국민학교, 용산국민학교, 성애분교장 통합
- 1995년 3월 1일 효리국민학교 통합
- 1996년 3월 1일 수동초등학교로 개명[3]
- 1999년 9월 1일 대웅초등학교, 상내백초등학교 통합
- 2021년 1월 14일 제100회 8명 졸업 (총 7,066명 졸업)
- 2022년 1월 18일 제101회 13명 졸업 (총 7,079명 졸업)
- 2022년 9월 1일 제31대 정은남 교장 취임

## 학교 상징
- 교화 : 철쭉 - 꿈을 가지고 희망차게
- 교목 : 느티나무 - 늠름하고 씩씩하게

## 참고 자료
- 수동초등학교 - 한국교육학술정보원 학교알리미